# 雅典的阿尔克迈翁
阿尔克迈翁是雅典的最后一任终身执政官（在位时间为公元前755年–前753年），同时也是阿尔克迈翁家族的一员。 在公元前753年，阿尔克迈翁去世，卡洛普斯（Charops）继承了他的职位。卡洛普斯是第一位任期为十年的执政官。